# Like Jennie
Like Jennie è un singolo della cantante e rapper sudcoreana Jennie, pubblicato il 25 marzo 2025 come quinto estratto dal primo album in studio Ruby.

## Promozione

Jennie sulle note di Like Jennie duranye il suo The Ruby Experience

Jennie ha incluso Like Jennie nella scaletta del suo The Ruby Experience, che è iniziato a Los Angeles il 6 marzo 2025, in concomitanza con l'uscita dell'album. Ha anche eseguito la canzone per l'Iconic Stage di Billboard il 12 marzo successivo. Ha inoltre eseguito il brano al festival di Coachella il 13 e il 20 aprile. In seguito, Like Jennie è stato incluso nella scaletta del Deadline World Tour delle Blackpink.

## Video musicale
Il video musicale, diretto da Hanbago (Han Gyeol-lee), è stato reso disponibile attraverso il canale YouTube dell'artista in contemporanea con la commercializzazione dell'album.

### Sinossi
All'inizio della clip, appare sullo schermo come un'astronauta con indosso una tuta spaziale rosso rubino. Ingoia qualcosa a forma di lettera J che fluttua nell'aria, facendo cambiare il colore dei suoi occhi e trasformando il suo outfit. A questo punto, Jennie inizia a cantilenare e a ballare il ritornello, eseguendo una coreografia intensa insieme a un numeroso gruppo di ballerini. Alla fine del video, sempre con la tuta spaziale rossa dell'inizio del video, prende fuoco e si trasforma in un capibara. Accanto a lui giace una rosa blu, segno della rinascita di Jennie.

## Tracce
Testi e musiche di Jennie, Tayla Parx, Amanda "Kiddo A.I.", Ibanez, Zico, Thomas Wesley Pentz, Leclair, Jorge Alfonso Sr.
Download digitale, streaming
1. Like Jennie – 2:03

Download digitale, streaming – Peggy Gou Remix
1. Like Jennie (Peggy Gou Remix) – 3:28

## Formazione
- Jennie – voce
- Tayla Parx – cori di sottofondo
- Amanda "Kiddo A.I." Ibanez – cori di sottofondo
- Diplo – produzione
- Leclair – produzione
- Jorge – produzione
- Eunkyung Jung – registrazione
- Chris "Tek" O'Ryan – produzione vocale
- Manny Marroquin – missaggio
- Will Quinnell – mastering

## Classifiche
| Classifica (2025)   | Posizione massima |
| ------------------- | ----------------- |
| Arabia Saudita      | 2                 |
| Australia           | 35                |
| Austria             | 72                |
| Brasile             | 66                |
| Canada              | 42                |
| Corea del Sud       | 1                 |
| Emirati Arabi Uniti | 8                 |
| Filippine           | 5                 |
| Francia             | 52                |
| Germania            | 97                |
| Giappone            | 40                |
| Grecia              | 17                |
| Hong Kong           | 1                 |
| India               | 6                 |
| Indonesia           | 5                 |
| Irlanda             | 66                |
| Lituania            | 67                |
| Malaysia            | 1                 |
| Medio Oriente       | 3                 |
| Nordafrica          | 17                |
| Nuova Zelanda       | 31                |
| Perù                | 25                |
| Portogallo          | 55                |
| Regno Unito         | 36                |
| Slovacchia          | 65                |
| Stati Uniti         | 83                |
| Svizzera            | 61                |
| Taiwan              | 2                 |
| Thailandia          | 2                 |
| Vietnam             | 3                 |

## Date di pubblicazione
| Paese                 | Data           | Formato                      | Versione        | Etichetta             | Nota   |
| --------------------- | -------------- | ---------------------------- | --------------- | --------------------- | ------ |
| Stati Uniti d'America | 25 marzo 2025  | Contemporary hit radio       | Originale       | Columbia              | [ 5 ]  |
| Mondo                 | 11 aprile 2025 | Download digitale, streaming | Peggy Gou remix | Odd Atelier, Columbia | [ 23 ] |
| Italia                | 11 aprile 2025 | Contemporary hit radio       | Peggy Gou remix | Sony Italy            | [ 24 ] |